# 十和田オーディオ
十和田オーディオ株式会社（とわだオーディオ、英: Towada Audio Corporation）は、秋田県小坂町に本社を置く、通信機器等の製造会社である。

## 概要
ラジオ、チューナー、カメラ、チャージャーを製造している。地元では、「オーディオ」の愛称で親しまれている。
ソニーの中上級ラジオの設計製造を手掛けており、同社製のソニーラジオの多くには、「TOWADA A」と記載されている。2006年（平成18年）にソニー坂戸事業所が閉鎖されて以降、同社の単品ラジオを国内生産している唯一の工場となっている。デジタルチューナーは24時間体制で製造している。
2017年2月にアイワの商標を取得。同年4月に子会社のアイワ株式会社（二代目法人）を設立しており、9月末からアイワブランドの製品を発売する予定。
なお「SONY」ブランドラジオのうち（AM専用ラジオを除いた）ワイドFM非対応の従来型機種は2018年3月限りで生産を終了し、2バンドラジオの現行モデルは全てワイドFM対応となっている。さらにワールドバンドレシーバー「ICF-SW7600GR」も2018年3月限りで生産を終了した（在庫限りとなった）ため、ソニーはワールドバンドレシーバー生産より撤退した。アイワジャパンでは、「ワールドバンドラジオAR-MD20」1機種のみ販売中。

## 沿革
- 1961年 - 東京都板橋区に株式会社小滝電機製作所を創業[9]。
- 1974年 - 秋田県小坂町に十和田オーディオ株式会社を設立。
- 1985年 - 東京設計事務所開設（現・十和田エレクトロニクス株式会社）。
- 1988年 - 株式会社十和田エンジニアリング設立。
- 1993年 - 香港十和田電子有限公司設立、中国工場（現・東莞十和田電子有限公司）設立。
- 1994年 - 長岡事業所を開設。
- 2003年 - 盛岡事業所を開設。株式会社トワダ・ウェルデザイン設立。
- 2004年 - 東莞樟木頭山和塑膠模具厰設立、東莞樟洋電子有限公司設立。
- 2005年 - Towada Electronics Vietnam Co.,Ltd.設立。
- 2012年 - トワダ・ウェルデザインが十和田エレクトロニクス株式会社に社名変更。
- 2013年 - 十和田エンジニアリングの業務を統合。東莞十和田電子有限公司設立。
- 2014年 - 盛岡事業所の業務を十和田エレクトロニクス本社に統合。
- 2017年 - アイワ株式会社を設立（アイワの商標をソニー株式会社より譲受）。
- 2018年 - 東莞十和田電器科技有限公司及び東莞十和田通訊機材有限公司設立。TEMSホールディングス設立。

## 関連会社
- 株式会社TEMSホールディングス - 東京都北区赤羽1-54-5
- 十和田エレクトロニクス株式会社
  - 東京事業所 - 東京都北区赤羽1-54-5
  - 長岡事業所 - 新潟県長岡市南陽 2-951-8
- アイワ株式会社  - 東京都北区赤羽1-54-5
- 香港十和田電子有限公司 - Unit 05-06,22/F, Metro Centre II, No.21 Lam Hing Street, Kowloon Bay, H.K.
- 東莞十和田電器科技有限公司 - 中華人民共和国広東省東莞市樟木頭鎮広場路三星商業大廈501室
- 東莞十和田通訊器材有限公司 - 中華人民共和国広東省東莞市謝崗鎮銀湖工業区内尚美科技園A棟

## 十和田オーディオの製品
各項アルファベット順

### ソニー・ラジオ

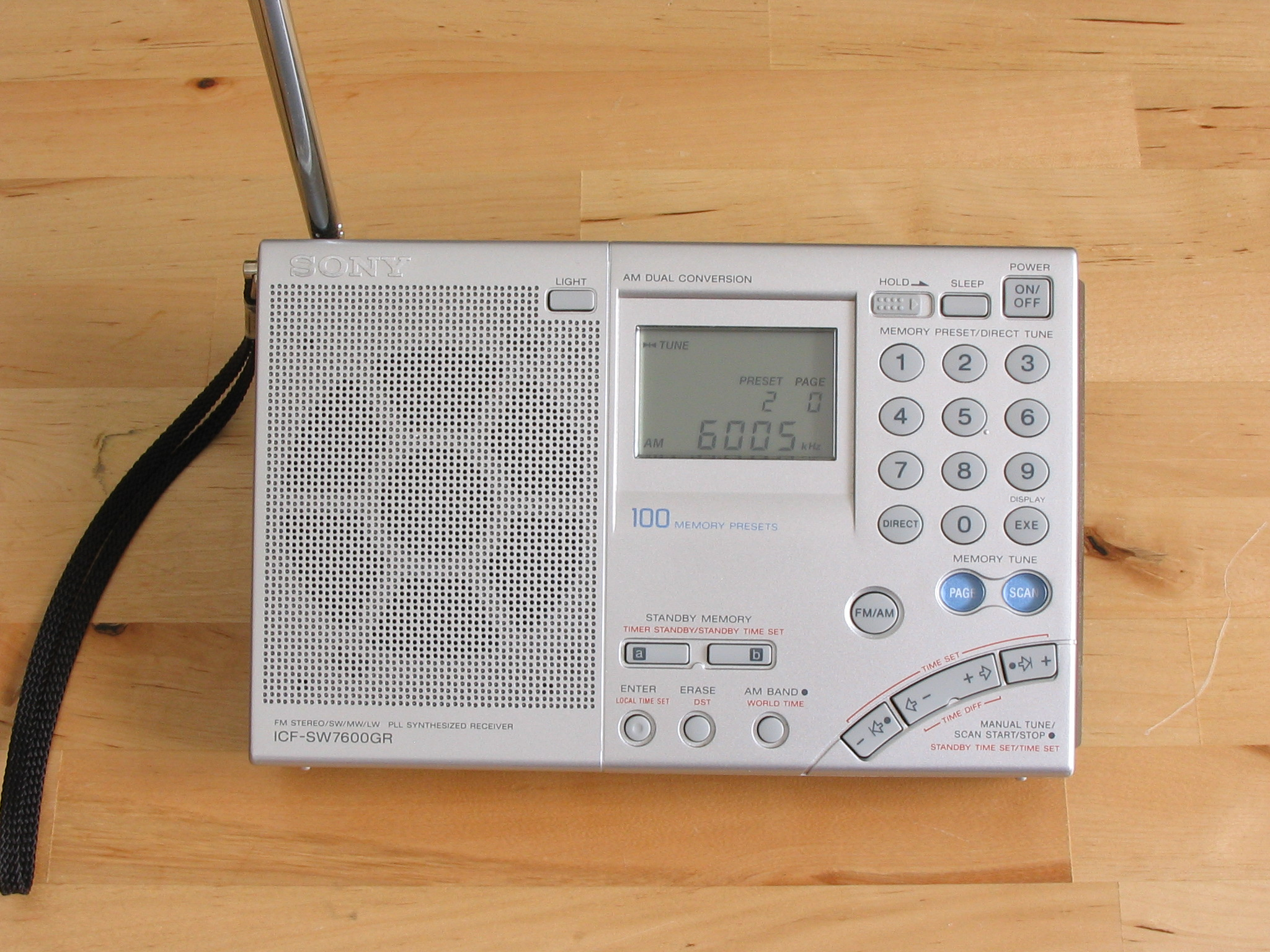
ICF-SW7600GR

- ICF-SW7600GR[5]

#### 過去の機種

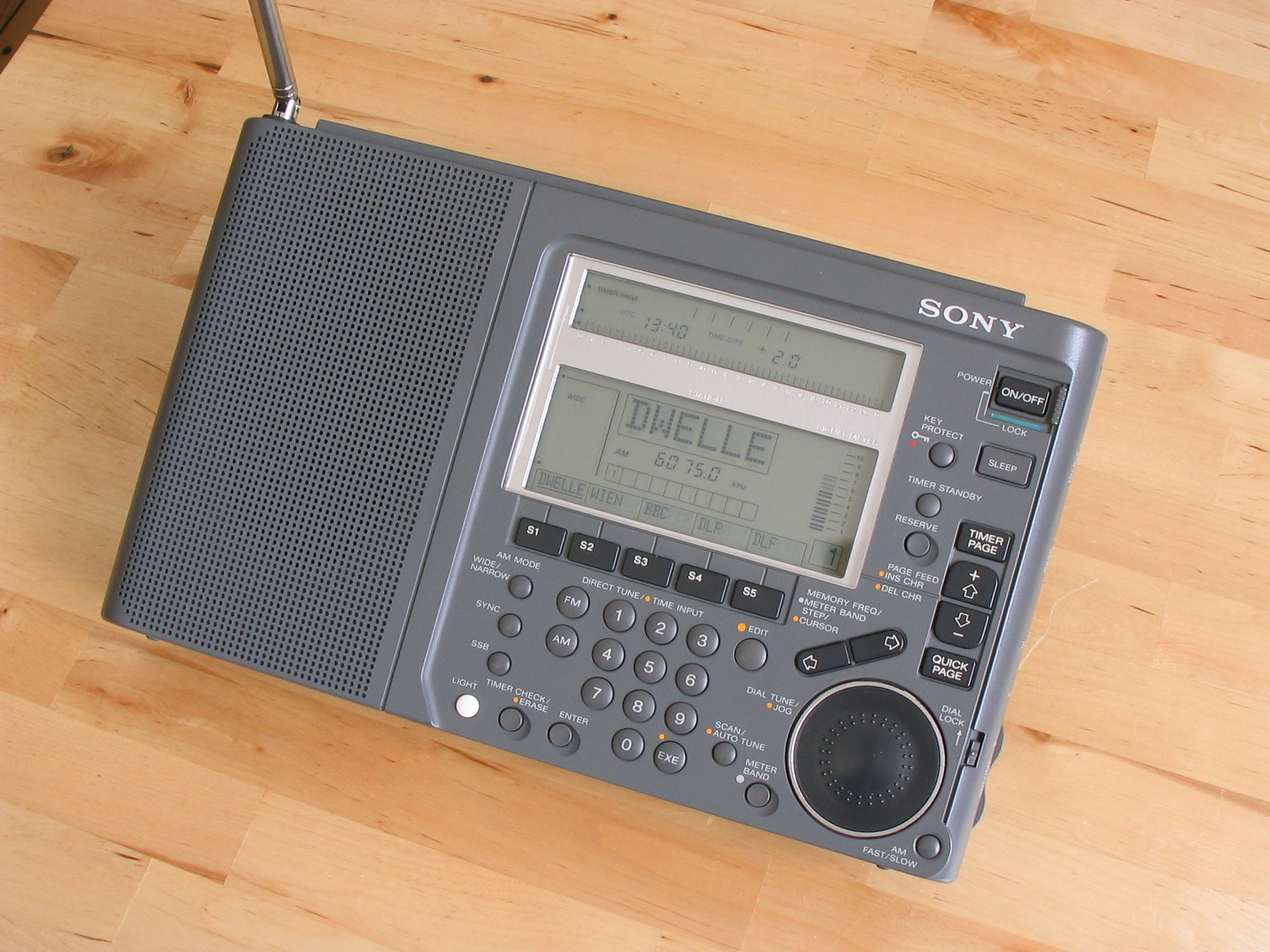
ICF-SW77

- ICR-N1
- CRF-V21
- CRF-V21A
- ICF-302
- ICF-380
（日本内需版のみ）[10]
- ICF-480V
（日本内需版のみ）[10]
- ICF-4900
- ICF-4900II
- ICF-55R
- ICF-601
- ICF-620R
- ICF-65RV
- ICF-710
- ICF-750
- ICF-760
- ICF-7600
- ICF-7600A
- ICF-7600D
- ICF-7600DA
- ICF-7600DS
- ICF-7601
- ICF-770
- ICF-780
- ICF-800
- ICF-801
- ICF-810V
- ICF-850V
- ICF-860V
- ICF-870V
- ICF-890V
- ICF-A55V
- ICF-B100
- ICF-B200
- ICF-B50
- ICF-CA5V
- ICF-EX5
- ICF-EX35
- ICF-EX55V
- ICF-M1
- ICF-M11
- ICF-M17
- ICF-M200
- ICF-M22V
- ICF-M27V
- ICF-M2V
- ICF-M300V
- ICF-M400V
- ICF-M500
- ICF-M5R
- ICF-M701
- ICF-M702V
- ICF-M703
- ICF-M750V
- ICF-M760V
- ICF-M7RV
- ICF-P20
（日本製のみ）
- ICF-S33
- ICF-S54V
- ICF-S55V
- ICF-S60
- ICF-S65V
- ICF-S70
- ICF-S70SP
- ICF-S73
- ICF-S75
- ICF-S75V
- ICF-S77V
- ICF-S78
- ICF-SW07
- ICF-SW1
- ICF-SW10
- ICF-SW100
- ICF-SW1000T
- ICF-SW100S
- ICF-SW15
- ICF-SW1S
- ICF-SW11
（日本製のみ）[11]
- ICF-SW12S
- ICF-SW20
- ICF-SW22
- ICF-SW23
- ICF-SW30
- ICF-SW33
- ICF-SW35(JE)
- ICF-SW40
- ICF-SW55
- ICF-SW600
- ICF-SW7600
- ICF-SW7600G
- ICF-SW7600GS
- ICF-SW77
- ICF-SW800
- ICF-SX33
- ICF-SX3R
- ICF-SX44R
- ICF-SX45V
- ICF-SX55RV
- ICF-SX5RV
- ICF-T510V
- ICF-R50V
- ICF-R40
- ICF-T30
- ICF-SX230RV
- ICF-SX220R
- ICF-SX705V
- ICF-SX605
- ICF-R700V
- ICF-R500V
- ICF-R300
- ICF-RN900
- ICF-N400RV
- ICF-D700V
- ICF-R1000V
- ICR-3000
- ICR-4420
- ICR-4800
- ICR-501
- ICR-502
- ICR-505
- ICR-520
- ICR-AX21
- ICR-EX25
- ICR-M05
- ICR-N10R
- ICR-N2
- ICR-N20
- ICR-N3
- ICR-N30
- ICR-N5
- ICR-N55
- ICR-N7
- ICR-S22
- ICR-S71
- ICR-SW700
- SRF-201
- SRF-202
- SRF-220
- SRF-A300
- SRF-AX15
- SRF-AX51V
- SRF-G8V
- SRF-M3V
- SRF-M900V
- SRF-M901
- SRF-M902V
- SRF-M903
- SRF-M911
- SRF-SX905V
- SRF-SX805
- SRF-SX250RV
- SRF-SX240R
- SRF-SX100RV
- SRF-SX90R
- SRF-SX80RV
- SRF-R800V
- SRF-R600V
- SRF-R405
- SRF-R400
- SRF-T610V
- SRF-T615(JE)
- SRF-S80
- SRF-S84(JE)
- SRF-S85V
- SRF-M100
- SRF-M95
- SRF-M90

### ソニー・トランシーバー
- ICB-18H
- ICB-31H
- ICB-33H
- ICB-66H
- ICB-87H
- ICB-87R
- ICB-88H

### アイワ向けMDプレーヤー
- AM-HX300
- AM-HX400